# JC News FM
JC News FM foi uma emissora de rádio brasileira concessionada em Olinda, porém sediada em Recife, respectivamente cidade e capital do estado de Pernambuco. A emissora operava no dial FM, na frequência 90.3 MHz. A JC News pertencia ao Sistema Jornal do Commercio de Comunicação, que controla a TV Jornal, o Jornal do Commercio, a Rádio Jornal, entre outros meios de comunicação.

## História

### JC FM e Rádio JC CBN (1988-2013)
Em 1988, foi fundada a JC FM, na época com um perfil musical. Em 1 de julho de 2004, a rádio se afiliou a Central Brasileira de Notícias (CBN), chegando a alterar o seu nome para Rádio JC CBN, e passando a ter um perfil jornalístico. No dia 31 de agosto de 2013, a JC CBN encerra a sua afiliação com a CBN, e passa a operar de maneira independente, e passando a se chamar JC News FM. A CBN passa então a operar na frequência 97.1 MHz, onde era extinta a Globo FM, que passava agora a se chamar CBN Recife.

### JC News FM (2013-2014)
Exatamente à 00h00 de domingo do dia 1º de setembro de 2013, entrou no ar a JC News FM, através da locução do radialista Marcelo Araújo, que comandou a programação da emissora na madrugada. A primeira matéria apresentada pela emissora foi sobre uma rebelião entre internos da Funase no município de Abreu e Lima, feita pela repórter Simone Santos. Já pela manhã, e seguindo pela tarde, Joffre Mello, Graça Araújo, Aldo Vilela, Maciel Júnior, entre outros, comandaram as atrações e debates da rádio. Ás 17h, a JC News transmitiu sua primeira jornada esportiva em rede com a Rádio Jornal, comandada pelo "Escrete de Ouro" (Alfredo Martinelli, Aroldo Costa, Ralph de Carvalho, entre outros). A emissora transmitiu a partida entre Santa Cruz e Cuiabá, válida pelo Campeonato Brasileiro da Série C, na qual o time pernambucano venceu por 3 a 1.
Por decisão estratégica, o SJCC anunciou que a JC News FM seria extinta no 30 de novembro de 2014, dando lugar a Rádio Jornal que agora passaria a transmitir simultaneamente em AM e FM, o que ocorreu a partir da zero hora do dia 1 de dezembro de 2014.

## Comunicadores

### Jornalismo
- Clarissa Siqueira
- Ednaldo Santos
- Geraldo Freire
- Gino César
- Graça Araújo
- Henrique Bruckman
- Ismaela Silva
- Joffre Melo
- Marcelo Araújo
- Paulo Roberto
- Wagner Gomes

### Repórteres
- Rafael Carneiro
- Karoline Fernandes
- Clarissa Siqueira
- Simone Santos
- Eliel Alves
- Isabela Lemos
- Lélia Perlim

### Esportes (Escrete de Ouro)
- Aroldo Costa
- Iran Carvalho
- André Luiz Cabral
- Edílson Peixoto
- José Silvério
- Leonardo Bóris
- Ralph de Carvalho
- Roberto Queiroz
- Igor Moura
- João Victor
- Adilson Oliveira
- Marcelo Araújo
- Maciel Jr.